# 行草三部曲
行草三部曲是台灣當代編舞家，也是雲門舞集的創團藝術總監林懷民，依據中國的書法藝術，分別在2001年，2003年，以及2005年，不同時期所創作出的「行草」，「松煙」，「狂草」三部舞作。於2009年9月，在台北連篇演出「行草三部曲」。

## 簡介
因林懷民自身著墨書法二十餘年, 他認為書法為一切藝術的根基。自1995年，林懷民把太極導引、內家拳以及靜坐納入雲門舞者訓練的項目中；同時自2005年起，也要求舞者在練舞之餘練習書法。此三部曲系列作品的構想源自於中國的書法藝術。林懷民在創作此三部舞作時，因應舞者練習書法，靜坐及內家拳，太極導引等時間的累積及深入，分別創作出「行草」，「松煙」，「狂草」三部舞作，而此三部舞作透過舞者內在的力量呈現在舞蹈的演出中，進而舞出中國書法中不同層次地藝術境界。
林懷民自2001年先推出「行草三部曲」的首篇「行草」，用舞蹈舞出中國書法的字型，2003年的「松煙」則是運用舞台布幕的效果，讓舞者在其中呈現書法中的黑墨與留白的對應關係，以及2005年推出「行草三部曲」的最終曲「狂草」，透過舞者呈現出中國書法的自由與奔放。後來林懷民將此三部舞作合稱為「行草三部曲」。

## 得奬紀錄
- 「松煙」2003年台新藝術獎「年度表演藝術獎」，以及墨爾本藝術節（英语：Melbourne International Arts Festival）「觀眾票選最佳節目」「時代評論奬」[1]
- 「狂草」2005年台新藝術獎「年度表演藝術獎」[4]
- 「行草三部曲」2006年「歐洲年度最佳舞作」[6]

## 外部鏈結
- 雲門官方網站 （页面存档备份，存于）
- 雲門官方臉書 （页面存档备份，存于）
- 雲門舞集《行草》舞作 （页面存档备份，存于）
- 雲門舞集《松煙》舞作
- 雲門舞集《狂草》舞作 （页面存档备份，存于）